# Eparchia di Marthandom
L'eparchia di Marthandom (in latino Eparchia Marthandomensis) è una sede della Chiesa cattolica siro-malankarese in India suffraganea dell'arcieparchia di Trivandrum. Nel 2021 contava 70.000 battezzati su 2.357.740 abitanti. È retta dall'eparca Vincent Paulos Kulapuravilai.

## Territorio
L'eparchia estende la sua giurisdizione sui fedeli della Chiesa cattolica siro-malankarese nella parte centro-meridionale dello stato del Tamil Nadu, nel sud dell'India.
Sede eparchiale è la città di Marthandom, dove si trova la cattedrale di Cristo Re.
Il territorio si estende su 1.665 km² ed è suddiviso in 97 parrocchie.

## Storia
L'eparchia è stata eretta il 16 dicembre 1996 con la bolla Singulares omnino di papa Giovanni Paolo II, ricavandone il territorio dall'arcieparchia di Trivandrum. Originariamente l'eparchia comprendeva solo il distretto di Kanyakumari nello stato del Tamil Nadu.
Il 1º ottobre 2020 il territorio dell'eparchia è stato esteso ad altri 20 distretti dello stato.

## Cronotassi dei vescovi
Si omettono i periodi di sede vacante non superiori ai 2 anni o non storicamente accertati.
- Lawrence Ephraem Thottam † (16 dicembre 1996 - 8 aprile 1997 deceduto)
- Yoohanon Chrysostom Kalloor (16 aprile 1998 - 25 gennaio 2010 nominato eparca di Pathanamthitta)
- Vincent Paulos Kulapuravilai, dal 25 gennaio 2010

## Statistiche
L'eparchia nel 2021 su una popolazione di 2.357.740 persone contava 70.000 battezzati, corrispondenti al 3,0% del totale.
| anno | popolazione | popolazione | popolazione | presbiteri | presbiteri | presbiteri | presbiteri                | diaconi | religiosi | religiosi | parrocchie |
| anno | battezzati  | totale      | %           | numero     | secolari   | regolari   | battezzati per presbitero | diaconi | uomini    | donne     | parrocchie |
| ---- | ----------- | ----------- | ----------- | ---------- | ---------- | ---------- | ------------------------- | ------- | --------- | --------- | ---------- |
| 1999 | 61.025      | 1.900.000   | 3,2         | 27         | 22         | 5          | 2.260                     |         | 7         | 133       | 62         |
| 2000 | 62.837      | 1.900.000   | 3,3         | 27         | 22         | 5          | 2.327                     |         | 7         | 138       | 62         |
| 2001 | 63.500      | 1.900.000   | 3,3         | 21         | 16         | 5          | 3.023                     |         | 7         | 159       | 63         |
| 2002 | 64.100      | 1.900.000   | 3,4         | 30         | 24         | 6          | 2.136                     |         | 8         | 142       | 65         |
| 2003 | 64.300      | 1.900.000   | 3,4         | 31         | 25         | 6          | 2.074                     |         | 8         | 153       | 66         |
| 2004 | 64.450      | 1.900.000   | 3,4         | 34         | 29         | 5          | 1.895                     |         | 7         | 135       | 69         |
| 2009 | 64.636      | 2.026.000   | 3,2         | 41         | 33         | 8          | 1.576                     |         | 14        | 218       | 79         |
| 2013 | 67.170      | 2.140.000   | 3,1         | 51         | 43         | 8          | 1.317                     |         | 12        | 188       | 82         |
| 2016 | 69.000      | 2.224.000   | 3,1         | 54         | 46         | 8          | 1.277                     |         | 18        | 206       | 86         |
| 2019 | 71.600      | 2.307.825   | 3,1         | 54         | 49         | 5          | 1.325                     |         | 5         | 237       | 85         |
| 2021 | 70.000      | 2.357.740   | 3,0         | 62         | 55         | 7          | 1.129                     |         | 7         | 245       | 97         |